# オンラインインターンシップ
オンラインインターンシップ（英語：online internship）とは、特定の職の経験を積むために、企業や組織において応募から終了まで労働に従事している期間を全てデジタルネットワークを活用して遠隔で完結させる形式のインターンシップ。参加者は受け入れ組織の所在地に行くことなく参加が可能である。
略称として、オンラインインターンとも呼ばれる。類義語として、クラウドインターンとも呼ばれる。
2020年以降、新型コロナウイルス感染症の予防対策の一環で、対面によるインターンシップや企業説明会が激減した影響と世界的なDX（デジタルトランスフォーメーション）の流れを受け、非対面での対応可能なオンラインインターンシップを開催する企業や組織が増加傾向にある。ITの業界団体による開催も開始されている。

## メリット
非対面のため、参加者は世界中から参加が可能となる。受け入れ組織の所在地と関係なく人材を募ることができる。特定の経験を一定期間積むことで、参加者は実務レベルで通用するのに必要な成長の機会となり、そのまま就職することも多くある。
自己管理能力が必然的に求められ、採用前に業務適性が多角的に確認が可能となり、採用後の雇用者と求職者の認識の差を軽減させる。
参加者の移動コストをなくすことができる。

## 問題点
オンラインインターンシップは知識や経験が乏しい未就業者と豊富な知識と経験があるプロとのコミュニケーションが全て非対面で行われるため、意思疎通に対する解釈の違いを原因とした問題が多く起きる。
また、利用には一定以上のITリテラシーとデジタル環境が求められる。

## 関連組織
- コンピュータソフトウェア協会（CSAJ）